# Степан Полубес

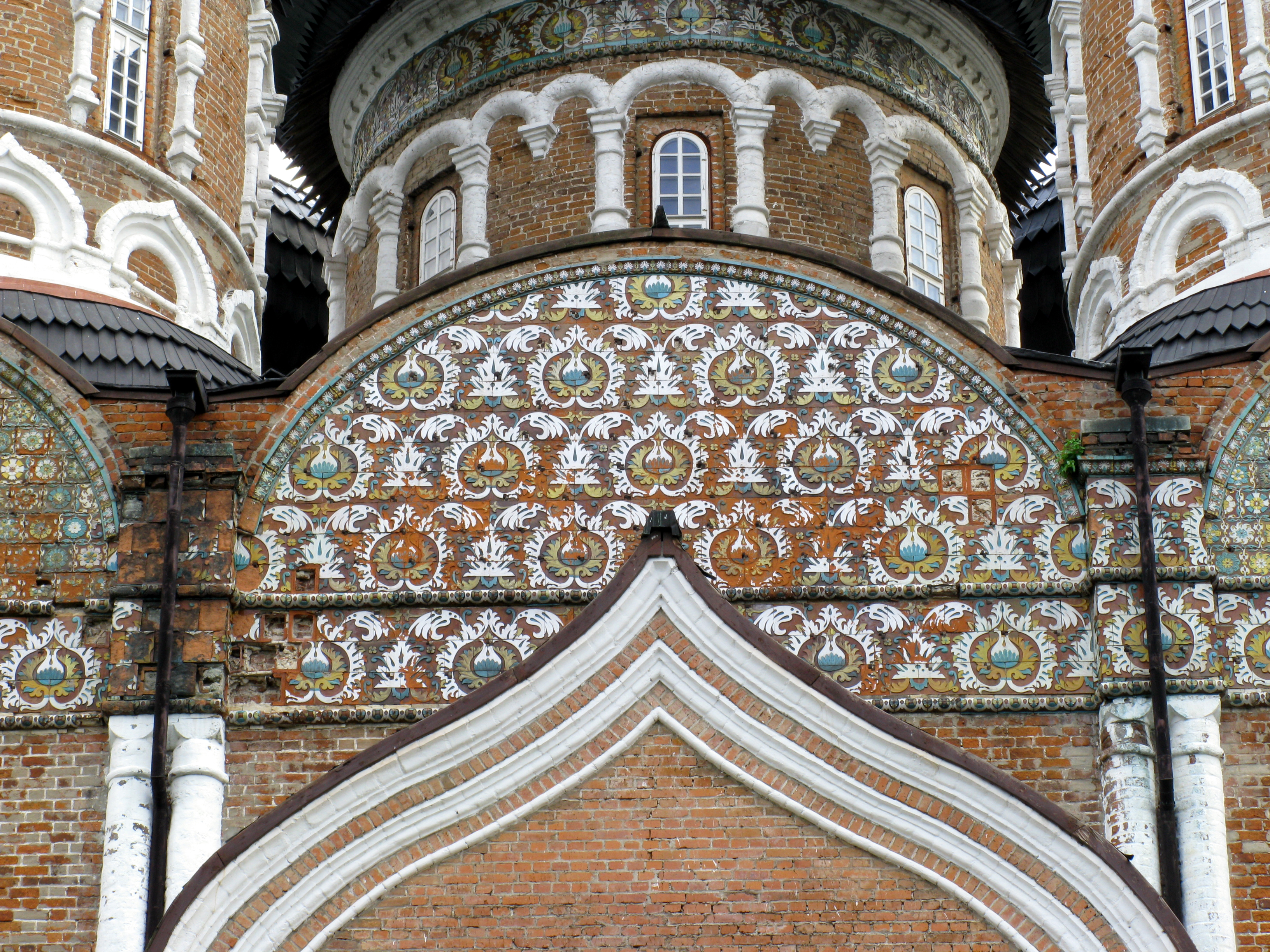
Изразцы в оформлении храма Покрова Богородицы в Измайлове

Степан Иванов (Полубес) — изразцовых дел мастер , с именем которого связан расцвет ценинного дела в Москве в 1670—1690-х годах. Известен по работам в Иосифо-Волоколамском, Новоиерусалимском, Солотчинском монастырях.
Родился во Мстиславле (ныне Белоруссия, тогда Великое княжество Литовское), рано осиротел. В Россию был вывезен взявшим город князем Алексеем Трубецким, который «одолжил» его настоятелю Воскресенского монастыря. Приобретя известность, Полубес поступил в дворцовое ведомство и переехал в Москву, где жил в Гончарной слободе. Там основал свою мастерскую, где с учениками изготовлял изразцовые фризы и панно, принимал участие в оформлении местной церкви — храма Успения Пресвятой Богородицы в Гончарах.
Вскоре после переезда в Москву в 1667 году Степан подарил царю печные изразцы. После этого мастера с учениками подрядили украшать строившийся при помощи царского двора храм Григория Неокесарийского на Полянке.
Другая работа Степана Полубеса — оформление храма Покрова Богородицы в Измайлове (1679). На изразцах надвратной церкви Солотчинского монастыря (1689) мастер изобразил четырёх апостолов. Изразцовый фриз — наиболее известная особенность убранства храма. Керамические поливные изразцы с многоцветным узором «павлинье око» выполнены мастером Степаном Полубесом «сотоварищи» (И. Максимовым и др. белорусскими мастерами). На украшение храма пошло 9 тысяч изразцов.
Полубесу принадлежат также изразцовые украшения храма Григория Неокесарийского в Дербицах.

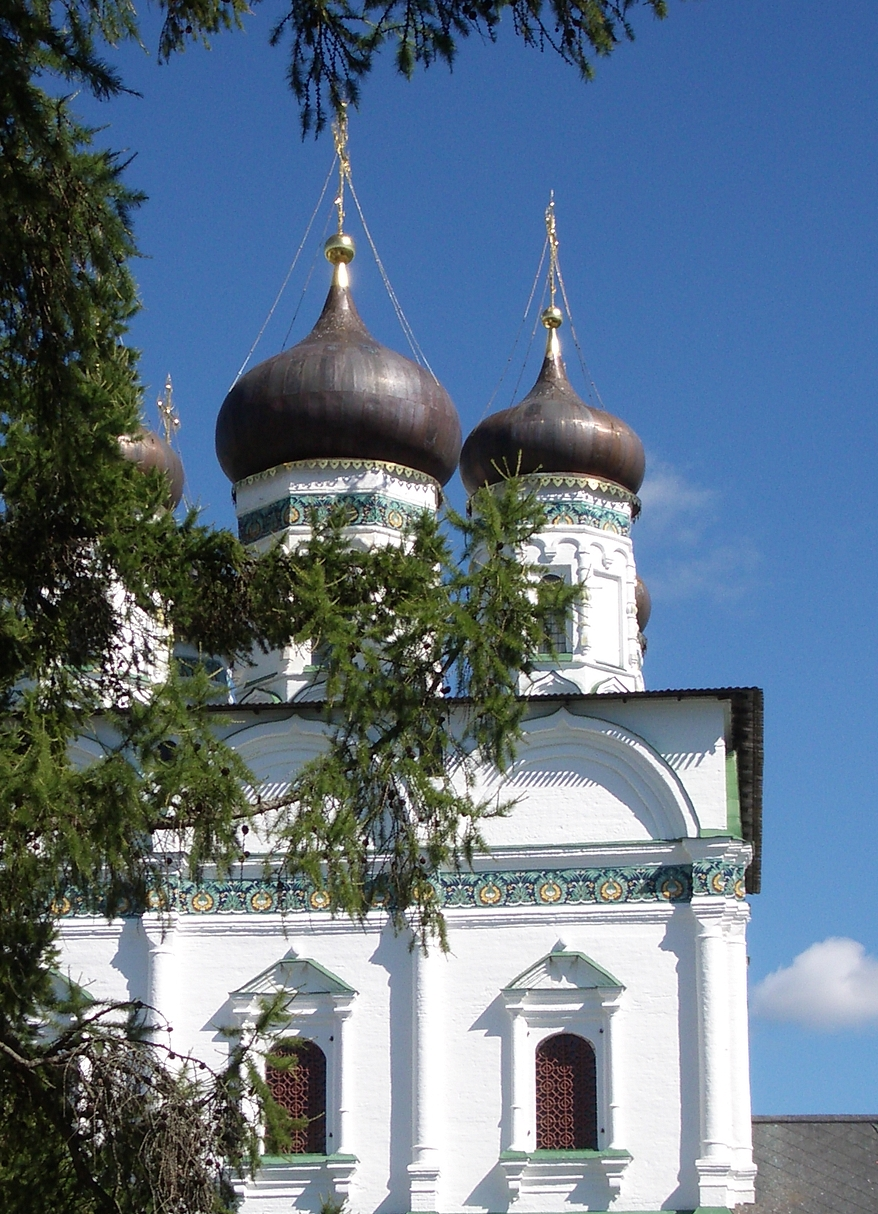
Орнамент «Павлинье око». Успенский собор, Иосифо-Волоцкий монастырь.
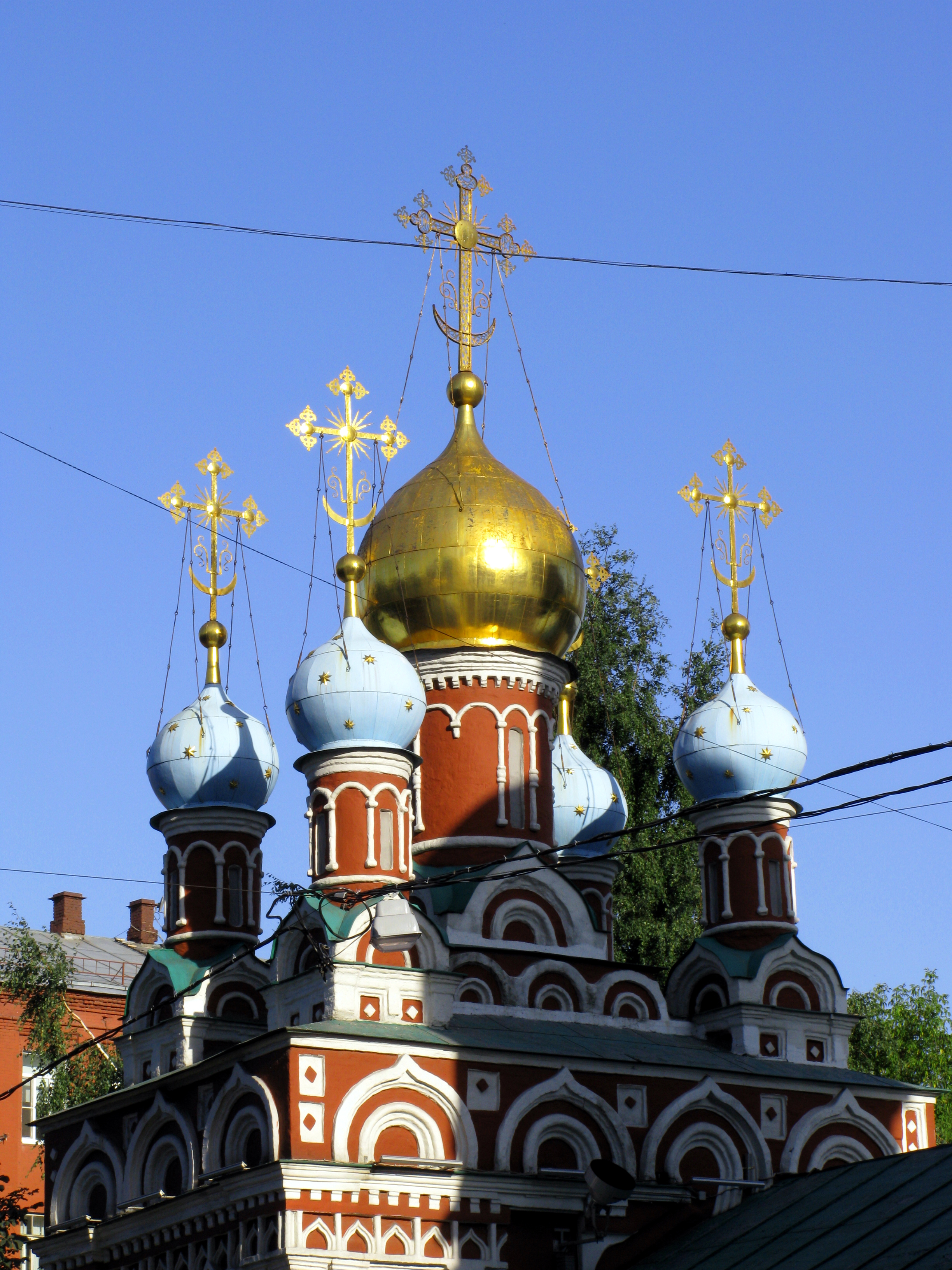
Храм Успения Пресвятой Богородицы в Гончарах